# Sant Cristòfol del Vernet
Sant Cristòfol del Vernet, o Sant Cristau, és l'antiga església parroquial, del barri i antic poble del Vernet, pertanyent al terme comunal de la ciutat de Perpinyà, a la comarca del Rosselló, de la Catalunya del Nord.
És al sector nord del terme de Perpinyà, en el número 1 del Camí de Torremilà, a prop del capdamunt de l'avinguda del Mariscal Joffre, on aquesta es parteix en quatre vies diferents: l'avinguda de l'Aeròdrom, la del Llenguadoc, la de la Salanca i l'esmentat Camí de Torremilà.
La nova església parroquial del Vernet és al costat mateix de l'església vella.

## Història

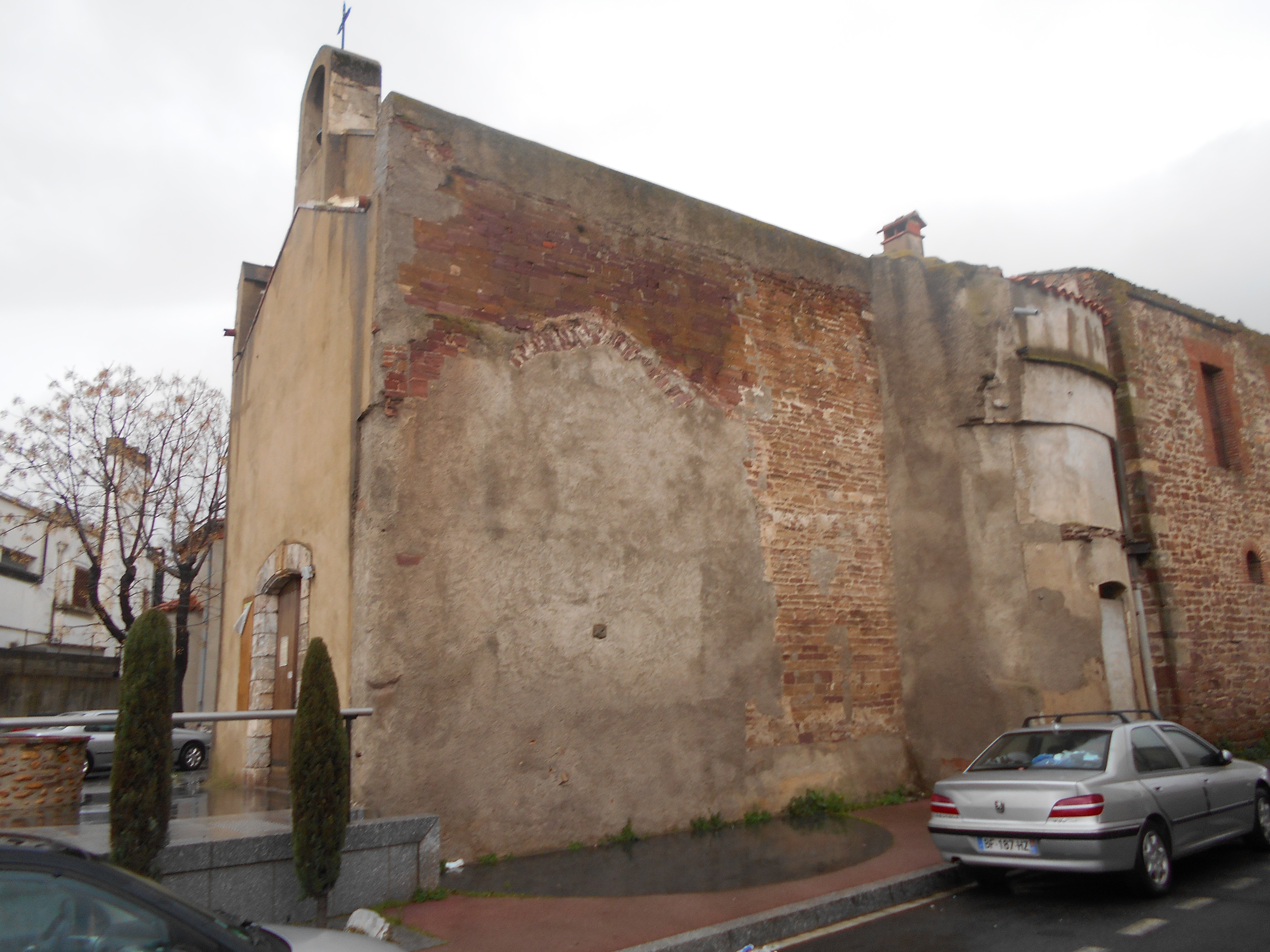
Façana oriental i mur nord de l'església

L'església de Sant Cristòfol del Vernet és esmentada el 899 (Ecclesia Sancti Christofori). El 1688, se'n parla com a ermita. Fins a la Revolució Francesa estan documentades una desena d'ermites diferents en aquest lloc. Després de la Revolució va ser desafectada, i entrà en un fort procés de degradació. El 1933 fou restaurada, i va esdevenir, per segon cop, seu d'una parròquia l'any 1955. Tanmateix, encara més tard fou substituïda per la nova església de Sant Cristòfol.

## L'edifici
En part mutilada, Sant Cristau del Vernet conserva bona part de la nau romànica, única, coberta amb volta de canó, i dividida en trams per quatre arcs torals de punt rodó. Era capçada per tres absis disposats en forma de trèvol, dels quals només es conserva l'absidiola meridional. Està coberta amb una volta de quart d'esfera, i conserva una finestreta en forma de creu al centre de l'absis (modernament se n'obrí una altra de punt rodó, més gran, al costat.
L'església conserva una imatge de sant Cristòfol, anomenat Sant Cristau l'Orellut, per la notable dimensió de les seves orelles. És una escultura de fusta que s'atribueix al romànic. Deu datar de vers el 1300, i és de dimensions considerables.